# Cheonan Stadium
O Cheonan Stadium é um estádio de futebol localizado em Cheonan, na Coreia do Sul. O anfitrião dos jogos é o clube Cheonan City FC.